# Utahceratops gettyi
Utahceratops (il cui nome significa "faccia cornuta dello Utah") è un genere estinto di dinosauro ceratopside chasmosaurino vissuto nel Cretaceo superiore, circa 76,4-75,5 milioni di anni fa (Campaniano), in quello che oggi è lo Utah. Il genere contiene una singola specie, ossia U. gettyi, un erbivoro quadrupede di grandi dimensioni e robusto, che poteva raggiungere una lunghezza stimata di 7 metri (23 piedi).

## Descrizione

Dimensioni di U. gettyi

L'esemplare olotipo UMNH VP 16784, è costituito solo da un cranio parziale. Questo genere è noto da sei esemplari, tra cui due crani parziali, che se presi insieme conservano circa il 96% del cranio, e il 70% dello scheletro postcranico. Si stima che Utahceratops fosse un ceratopside di medie dimensioni, con una lunghezza di circa 5-7 metri (19,7-23 piedi), un'altezza di 2 metri (6,6 piedi), per un peso di 3-4 tonnellate. Il cranio dell'animale è relativamente grande, con una lunghezza di 2,3 metri.

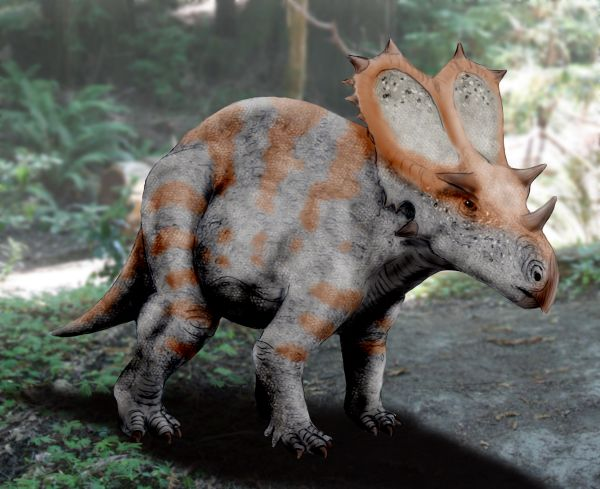
Ricostruzione di U. gettyi

Utahceratops presentava un piccolo corno un muso dietro le narici, con una sezione trasversale a forma di lacrima, in modo che la parte anteriore fosse arrotondata ma il bordo posteriore fosse più affilato. Proprio sotto il corno nasale è presente un rigonfiamento verticale di supporto dell'osso nasale, che forma il dorso diritto della narice. Sopra le orbite sono posizionate un paio di piccole corna, fortemente ricurve lateralmente. Ai lati del cranio, erano inoltre presenti, due corna sugli zigomi. Il cranio era anche dotato di un collare osseo, che si estendeva all'indietro, superando la lunghezza del muso. Su ciascun lato inferiore del collare, formato dall'osso squamosale, vi erano otto eposqamosali (osteodermi o noduli ossei presenti sul bordo del collare, composto dall'osso squamosale). Questi hanno una forma vagamente triangolare e diminuiscono di dimensioni verso il centro e per poi allungarsi in dimensioni di nuovo; la parte posteriore è di gran lunga la più grande con una lunghezza dalla base a oltre dieci centimetri. Il bordo posteriore del collare è formato dalle ossa parietali. Queste frontalmente presentano due aperture, dalla a goccia rovesciata, le fenestre parietali. Sul bordo posteriore sono presenti tre eposquamosali per lato. I due esterni sono triangolari e sporgono all'indietro. Il più interno forma un bordo piegato in avanti leggermente inclinato verso l'esterno.
Secondo Sampson et al. (2010), Utahceratops può essere distinto in base alle seguenti caratteristiche: il nucleo osseo del corno nasale è posizionato caudalmente, quasi interamente dietro le narici; le corna sopraorbitali sono corte, robuste, e dirette dorsolateralmente e di forma obliqua dalla punta smussata; gli episquamosali nella parte mediana del margine laterale del collare sono bassi ed estremamente allungati (alcuni lunghi più di 10 centimetri); e la porzione mediana della barra trasversale dell'osso parietale è curvata rostralmente.

## Classificazione

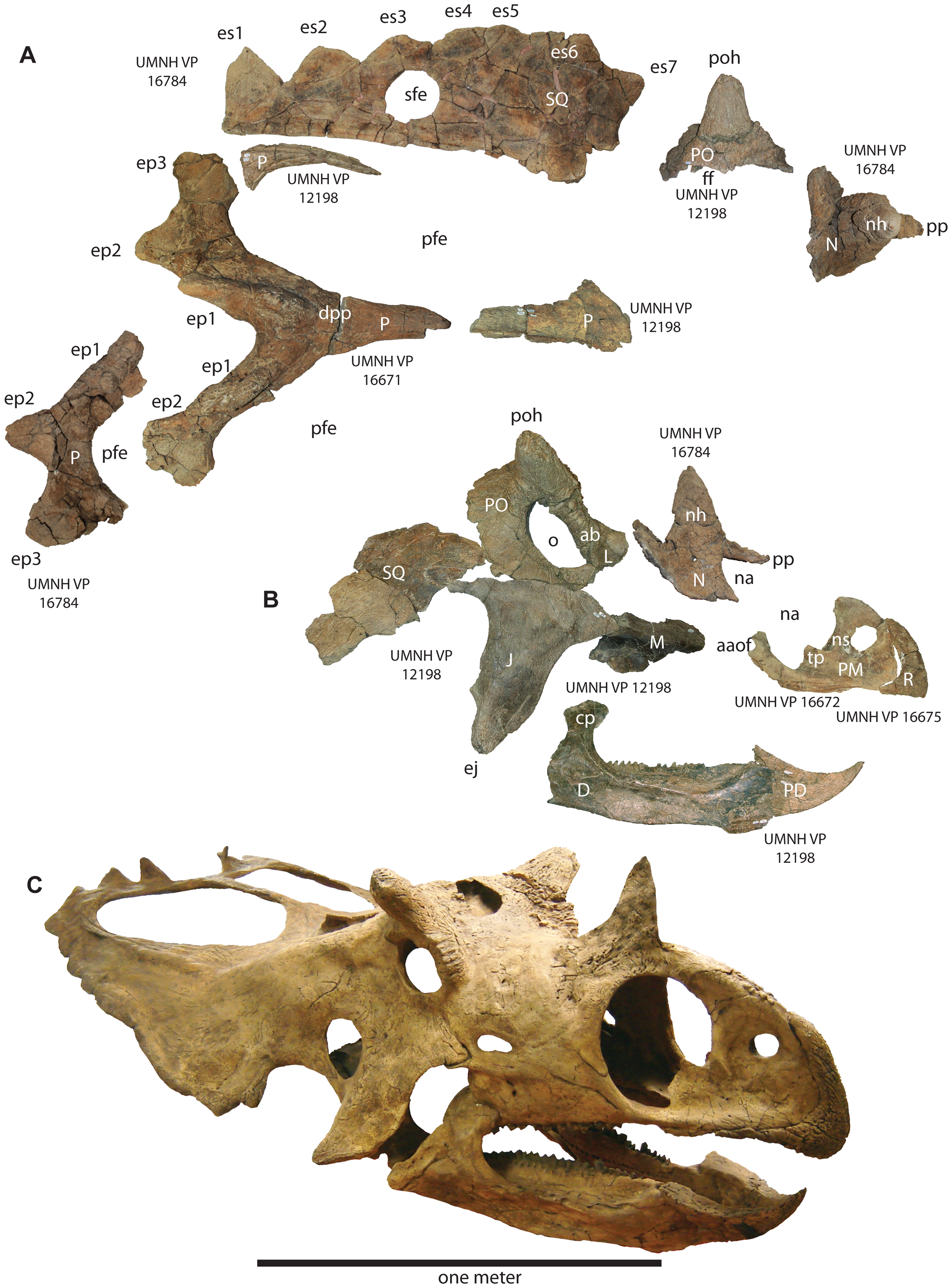
Elementi craniofacciali e cranio ricostruito di U. gettyi

Utahceratops è stato classificato come un ceratopside basale, facente parte della sottofamiglia Chasmosaurinae. Nella sua descrizione originale venne posizionato in un clade di chasmosaurini basali con Pentaceratops.
Il cladogramma seguente si basa sull'analisi di Mallon e colleghi (2016):
|  | Spiclypeus shipporum                                                                  |
|  |                                                                                       |
|  | \| \| Kosmoceratops richardsoni \| \| \| \| \| \| Vagaceratops irvinensis \| \| \| \| |
|  |                                                                                       |
|  | Kosmoceratops richardsoni                                                             |
|  |                                                                                       |
|  | Vagaceratops irvinensis                                                               |
|  |                                                                                       |

|  | Kosmoceratops richardsoni |
|  |                           |
|  | Vagaceratops irvinensis   |
|  |                           |

|  | Spiclypeus shipporum                                                                  |
|  |                                                                                       |
|  | \| \| Kosmoceratops richardsoni \| \| \| \| \| \| Vagaceratops irvinensis \| \| \| \| |
|  |                                                                                       |
|  | Kosmoceratops richardsoni                                                             |
|  |                                                                                       |
|  | Vagaceratops irvinensis                                                               |
|  |                                                                                       |

|  | Kosmoceratops richardsoni |
|  |                           |
|  | Vagaceratops irvinensis   |
|  |                           |

|  | Spiclypeus shipporum                                                                  |
|  |                                                                                       |
|  | \| \| Kosmoceratops richardsoni \| \| \| \| \| \| Vagaceratops irvinensis \| \| \| \| |
|  |                                                                                       |
|  | Kosmoceratops richardsoni                                                             |
|  |                                                                                       |
|  | Vagaceratops irvinensis                                                               |
|  |                                                                                       |

|  | Kosmoceratops richardsoni |
|  |                           |
|  | Vagaceratops irvinensis   |
|  |                           |

|  | Spiclypeus shipporum                                                                  |
|  |                                                                                       |
|  | \| \| Kosmoceratops richardsoni \| \| \| \| \| \| Vagaceratops irvinensis \| \| \| \| |
|  |                                                                                       |
|  | Kosmoceratops richardsoni                                                             |
|  |                                                                                       |
|  | Vagaceratops irvinensis                                                               |
|  |                                                                                       |

|  | Kosmoceratops richardsoni |
|  |                           |
|  | Vagaceratops irvinensis   |
|  |                           |

|  | Mojoceratops perifania                                                       |
|  |                                                                              |
|  | \| \| Chasmosaurus belli \| \| \| \| \| \| Chasmosaurus russelli \| \| \| \| |
|  |                                                                              |
|  | Chasmosaurus belli                                                           |
|  |                                                                              |
|  | Chasmosaurus russelli                                                        |
|  |                                                                              |

|  | Chasmosaurus belli    |
|  |                       |
|  | Chasmosaurus russelli |
|  |                       |

|  | Mojoceratops perifania                                                       |
|  |                                                                              |
|  | \| \| Chasmosaurus belli \| \| \| \| \| \| Chasmosaurus russelli \| \| \| \| |
|  |                                                                              |
|  | Chasmosaurus belli                                                           |
|  |                                                                              |
|  | Chasmosaurus russelli                                                        |
|  |                                                                              |

|  | Chasmosaurus belli    |
|  |                       |
|  | Chasmosaurus russelli |
|  |                       |

|  | Spiclypeus shipporum                                                                  |
|  |                                                                                       |
|  | \| \| Kosmoceratops richardsoni \| \| \| \| \| \| Vagaceratops irvinensis \| \| \| \| |
|  |                                                                                       |
|  | Kosmoceratops richardsoni                                                             |
|  |                                                                                       |
|  | Vagaceratops irvinensis                                                               |
|  |                                                                                       |

|  | Kosmoceratops richardsoni |
|  |                           |
|  | Vagaceratops irvinensis   |
|  |                           |

|  | Spiclypeus shipporum                                                                  |
|  |                                                                                       |
|  | \| \| Kosmoceratops richardsoni \| \| \| \| \| \| Vagaceratops irvinensis \| \| \| \| |
|  |                                                                                       |
|  | Kosmoceratops richardsoni                                                             |
|  |                                                                                       |
|  | Vagaceratops irvinensis                                                               |
|  |                                                                                       |

|  | Kosmoceratops richardsoni |
|  |                           |
|  | Vagaceratops irvinensis   |
|  |                           |

|  | Spiclypeus shipporum                                                                  |
|  |                                                                                       |
|  | \| \| Kosmoceratops richardsoni \| \| \| \| \| \| Vagaceratops irvinensis \| \| \| \| |
|  |                                                                                       |
|  | Kosmoceratops richardsoni                                                             |
|  |                                                                                       |
|  | Vagaceratops irvinensis                                                               |
|  |                                                                                       |

|  | Kosmoceratops richardsoni |
|  |                           |
|  | Vagaceratops irvinensis   |
|  |                           |

|  | Spiclypeus shipporum                                                                  |
|  |                                                                                       |
|  | \| \| Kosmoceratops richardsoni \| \| \| \| \| \| Vagaceratops irvinensis \| \| \| \| |
|  |                                                                                       |
|  | Kosmoceratops richardsoni                                                             |
|  |                                                                                       |
|  | Vagaceratops irvinensis                                                               |
|  |                                                                                       |

|  | Kosmoceratops richardsoni |
|  |                           |
|  | Vagaceratops irvinensis   |
|  |                           |

|  | Mojoceratops perifania                                                       |
|  |                                                                              |
|  | \| \| Chasmosaurus belli \| \| \| \| \| \| Chasmosaurus russelli \| \| \| \| |
|  |                                                                              |
|  | Chasmosaurus belli                                                           |
|  |                                                                              |
|  | Chasmosaurus russelli                                                        |
|  |                                                                              |

|  | Chasmosaurus belli    |
|  |                       |
|  | Chasmosaurus russelli |
|  |                       |

|  | Mojoceratops perifania                                                       |
|  |                                                                              |
|  | \| \| Chasmosaurus belli \| \| \| \| \| \| Chasmosaurus russelli \| \| \| \| |
|  |                                                                              |
|  | Chasmosaurus belli                                                           |
|  |                                                                              |
|  | Chasmosaurus russelli                                                        |
|  |                                                                              |

|  | Chasmosaurus belli    |
|  |                       |
|  | Chasmosaurus russelli |
|  |                       |

|  | Spiclypeus shipporum                                                                  |
|  |                                                                                       |
|  | \| \| Kosmoceratops richardsoni \| \| \| \| \| \| Vagaceratops irvinensis \| \| \| \| |
|  |                                                                                       |
|  | Kosmoceratops richardsoni                                                             |
|  |                                                                                       |
|  | Vagaceratops irvinensis                                                               |
|  |                                                                                       |

|  | Kosmoceratops richardsoni |
|  |                           |
|  | Vagaceratops irvinensis   |
|  |                           |

|  | Spiclypeus shipporum                                                                  |
|  |                                                                                       |
|  | \| \| Kosmoceratops richardsoni \| \| \| \| \| \| Vagaceratops irvinensis \| \| \| \| |
|  |                                                                                       |
|  | Kosmoceratops richardsoni                                                             |
|  |                                                                                       |
|  | Vagaceratops irvinensis                                                               |
|  |                                                                                       |

|  | Kosmoceratops richardsoni |
|  |                           |
|  | Vagaceratops irvinensis   |
|  |                           |

|  | Spiclypeus shipporum                                                                  |
|  |                                                                                       |
|  | \| \| Kosmoceratops richardsoni \| \| \| \| \| \| Vagaceratops irvinensis \| \| \| \| |
|  |                                                                                       |
|  | Kosmoceratops richardsoni                                                             |
|  |                                                                                       |
|  | Vagaceratops irvinensis                                                               |
|  |                                                                                       |

|  | Kosmoceratops richardsoni |
|  |                           |
|  | Vagaceratops irvinensis   |
|  |                           |

|  | Spiclypeus shipporum                                                                  |
|  |                                                                                       |
|  | \| \| Kosmoceratops richardsoni \| \| \| \| \| \| Vagaceratops irvinensis \| \| \| \| |
|  |                                                                                       |
|  | Kosmoceratops richardsoni                                                             |
|  |                                                                                       |
|  | Vagaceratops irvinensis                                                               |
|  |                                                                                       |

|  | Kosmoceratops richardsoni |
|  |                           |
|  | Vagaceratops irvinensis   |
|  |                           |

|  | Mojoceratops perifania                                                       |
|  |                                                                              |
|  | \| \| Chasmosaurus belli \| \| \| \| \| \| Chasmosaurus russelli \| \| \| \| |
|  |                                                                              |
|  | Chasmosaurus belli                                                           |
|  |                                                                              |
|  | Chasmosaurus russelli                                                        |
|  |                                                                              |

|  | Chasmosaurus belli    |
|  |                       |
|  | Chasmosaurus russelli |
|  |                       |

|  | Mojoceratops perifania                                                       |
|  |                                                                              |
|  | \| \| Chasmosaurus belli \| \| \| \| \| \| Chasmosaurus russelli \| \| \| \| |
|  |                                                                              |
|  | Chasmosaurus belli                                                           |
|  |                                                                              |
|  | Chasmosaurus russelli                                                        |
|  |                                                                              |

|  | Chasmosaurus belli    |
|  |                       |
|  | Chasmosaurus russelli |
|  |                       |

|  | Spiclypeus shipporum                                                                  |
|  |                                                                                       |
|  | \| \| Kosmoceratops richardsoni \| \| \| \| \| \| Vagaceratops irvinensis \| \| \| \| |
|  |                                                                                       |
|  | Kosmoceratops richardsoni                                                             |
|  |                                                                                       |
|  | Vagaceratops irvinensis                                                               |
|  |                                                                                       |

|  | Kosmoceratops richardsoni |
|  |                           |
|  | Vagaceratops irvinensis   |
|  |                           |

|  | Spiclypeus shipporum                                                                  |
|  |                                                                                       |
|  | \| \| Kosmoceratops richardsoni \| \| \| \| \| \| Vagaceratops irvinensis \| \| \| \| |
|  |                                                                                       |
|  | Kosmoceratops richardsoni                                                             |
|  |                                                                                       |
|  | Vagaceratops irvinensis                                                               |
|  |                                                                                       |

|  | Kosmoceratops richardsoni |
|  |                           |
|  | Vagaceratops irvinensis   |
|  |                           |

|  | Spiclypeus shipporum                                                                  |
|  |                                                                                       |
|  | \| \| Kosmoceratops richardsoni \| \| \| \| \| \| Vagaceratops irvinensis \| \| \| \| |
|  |                                                                                       |
|  | Kosmoceratops richardsoni                                                             |
|  |                                                                                       |
|  | Vagaceratops irvinensis                                                               |
|  |                                                                                       |

|  | Kosmoceratops richardsoni |
|  |                           |
|  | Vagaceratops irvinensis   |
|  |                           |

|  | Spiclypeus shipporum                                                                  |
|  |                                                                                       |
|  | \| \| Kosmoceratops richardsoni \| \| \| \| \| \| Vagaceratops irvinensis \| \| \| \| |
|  |                                                                                       |
|  | Kosmoceratops richardsoni                                                             |
|  |                                                                                       |
|  | Vagaceratops irvinensis                                                               |
|  |                                                                                       |

|  | Kosmoceratops richardsoni |
|  |                           |
|  | Vagaceratops irvinensis   |
|  |                           |

|  | Mojoceratops perifania                                                       |
|  |                                                                              |
|  | \| \| Chasmosaurus belli \| \| \| \| \| \| Chasmosaurus russelli \| \| \| \| |
|  |                                                                              |
|  | Chasmosaurus belli                                                           |
|  |                                                                              |
|  | Chasmosaurus russelli                                                        |
|  |                                                                              |

|  | Chasmosaurus belli    |
|  |                       |
|  | Chasmosaurus russelli |
|  |                       |

|  | Mojoceratops perifania                                                       |
|  |                                                                              |
|  | \| \| Chasmosaurus belli \| \| \| \| \| \| Chasmosaurus russelli \| \| \| \| |
|  |                                                                              |
|  | Chasmosaurus belli                                                           |
|  |                                                                              |
|  | Chasmosaurus russelli                                                        |
|  |                                                                              |

|  | Chasmosaurus belli    |
|  |                       |
|  | Chasmosaurus russelli |
|  |                       |

|  | Anchiceratops ornatus                                                        |
|  |                                                                              |
|  | Regaliceratops peterhewsi                                                    |
|  |                                                                              |
|  | \| \| Arrhinoceratops brachyops \| \| \| \| \| \| Triceratopsini \| \| \| \| |
|  |                                                                              |
|  | Arrhinoceratops brachyops                                                    |
|  |                                                                              |
|  | Triceratopsini                                                               |
|  |                                                                              |

|  | Arrhinoceratops brachyops |
|  |                           |
|  | Triceratopsini            |
|  |                           |

|  | Spiclypeus shipporum                                                                  |
|  |                                                                                       |
|  | \| \| Kosmoceratops richardsoni \| \| \| \| \| \| Vagaceratops irvinensis \| \| \| \| |
|  |                                                                                       |
|  | Kosmoceratops richardsoni                                                             |
|  |                                                                                       |
|  | Vagaceratops irvinensis                                                               |
|  |                                                                                       |

|  | Kosmoceratops richardsoni |
|  |                           |
|  | Vagaceratops irvinensis   |
|  |                           |

|  | Spiclypeus shipporum                                                                  |
|  |                                                                                       |
|  | \| \| Kosmoceratops richardsoni \| \| \| \| \| \| Vagaceratops irvinensis \| \| \| \| |
|  |                                                                                       |
|  | Kosmoceratops richardsoni                                                             |
|  |                                                                                       |
|  | Vagaceratops irvinensis                                                               |
|  |                                                                                       |

|  | Kosmoceratops richardsoni |
|  |                           |
|  | Vagaceratops irvinensis   |
|  |                           |

|  | Spiclypeus shipporum                                                                  |
|  |                                                                                       |
|  | \| \| Kosmoceratops richardsoni \| \| \| \| \| \| Vagaceratops irvinensis \| \| \| \| |
|  |                                                                                       |
|  | Kosmoceratops richardsoni                                                             |
|  |                                                                                       |
|  | Vagaceratops irvinensis                                                               |
|  |                                                                                       |

|  | Kosmoceratops richardsoni |
|  |                           |
|  | Vagaceratops irvinensis   |
|  |                           |

|  | Spiclypeus shipporum                                                                  |
|  |                                                                                       |
|  | \| \| Kosmoceratops richardsoni \| \| \| \| \| \| Vagaceratops irvinensis \| \| \| \| |
|  |                                                                                       |
|  | Kosmoceratops richardsoni                                                             |
|  |                                                                                       |
|  | Vagaceratops irvinensis                                                               |
|  |                                                                                       |

|  | Kosmoceratops richardsoni |
|  |                           |
|  | Vagaceratops irvinensis   |
|  |                           |

|  | Mojoceratops perifania                                                       |
|  |                                                                              |
|  | \| \| Chasmosaurus belli \| \| \| \| \| \| Chasmosaurus russelli \| \| \| \| |
|  |                                                                              |
|  | Chasmosaurus belli                                                           |
|  |                                                                              |
|  | Chasmosaurus russelli                                                        |
|  |                                                                              |

|  | Chasmosaurus belli    |
|  |                       |
|  | Chasmosaurus russelli |
|  |                       |

|  | Mojoceratops perifania                                                       |
|  |                                                                              |
|  | \| \| Chasmosaurus belli \| \| \| \| \| \| Chasmosaurus russelli \| \| \| \| |
|  |                                                                              |
|  | Chasmosaurus belli                                                           |
|  |                                                                              |
|  | Chasmosaurus russelli                                                        |
|  |                                                                              |

|  | Chasmosaurus belli    |
|  |                       |
|  | Chasmosaurus russelli |
|  |                       |

|  | Spiclypeus shipporum                                                                  |
|  |                                                                                       |
|  | \| \| Kosmoceratops richardsoni \| \| \| \| \| \| Vagaceratops irvinensis \| \| \| \| |
|  |                                                                                       |
|  | Kosmoceratops richardsoni                                                             |
|  |                                                                                       |
|  | Vagaceratops irvinensis                                                               |
|  |                                                                                       |

|  | Kosmoceratops richardsoni |
|  |                           |
|  | Vagaceratops irvinensis   |
|  |                           |

|  | Spiclypeus shipporum                                                                  |
|  |                                                                                       |
|  | \| \| Kosmoceratops richardsoni \| \| \| \| \| \| Vagaceratops irvinensis \| \| \| \| |
|  |                                                                                       |
|  | Kosmoceratops richardsoni                                                             |
|  |                                                                                       |
|  | Vagaceratops irvinensis                                                               |
|  |                                                                                       |

|  | Kosmoceratops richardsoni |
|  |                           |
|  | Vagaceratops irvinensis   |
|  |                           |

|  | Spiclypeus shipporum                                                                  |
|  |                                                                                       |
|  | \| \| Kosmoceratops richardsoni \| \| \| \| \| \| Vagaceratops irvinensis \| \| \| \| |
|  |                                                                                       |
|  | Kosmoceratops richardsoni                                                             |
|  |                                                                                       |
|  | Vagaceratops irvinensis                                                               |
|  |                                                                                       |

|  | Kosmoceratops richardsoni |
|  |                           |
|  | Vagaceratops irvinensis   |
|  |                           |

|  | Spiclypeus shipporum                                                                  |
|  |                                                                                       |
|  | \| \| Kosmoceratops richardsoni \| \| \| \| \| \| Vagaceratops irvinensis \| \| \| \| |
|  |                                                                                       |
|  | Kosmoceratops richardsoni                                                             |
|  |                                                                                       |
|  | Vagaceratops irvinensis                                                               |
|  |                                                                                       |

|  | Kosmoceratops richardsoni |
|  |                           |
|  | Vagaceratops irvinensis   |
|  |                           |

|  | Mojoceratops perifania                                                       |
|  |                                                                              |
|  | \| \| Chasmosaurus belli \| \| \| \| \| \| Chasmosaurus russelli \| \| \| \| |
|  |                                                                              |
|  | Chasmosaurus belli                                                           |
|  |                                                                              |
|  | Chasmosaurus russelli                                                        |
|  |                                                                              |

|  | Chasmosaurus belli    |
|  |                       |
|  | Chasmosaurus russelli |
|  |                       |

|  | Mojoceratops perifania                                                       |
|  |                                                                              |
|  | \| \| Chasmosaurus belli \| \| \| \| \| \| Chasmosaurus russelli \| \| \| \| |
|  |                                                                              |
|  | Chasmosaurus belli                                                           |
|  |                                                                              |
|  | Chasmosaurus russelli                                                        |
|  |                                                                              |

|  | Chasmosaurus belli    |
|  |                       |
|  | Chasmosaurus russelli |
|  |                       |

|  | Spiclypeus shipporum                                                                  |
|  |                                                                                       |
|  | \| \| Kosmoceratops richardsoni \| \| \| \| \| \| Vagaceratops irvinensis \| \| \| \| |
|  |                                                                                       |
|  | Kosmoceratops richardsoni                                                             |
|  |                                                                                       |
|  | Vagaceratops irvinensis                                                               |
|  |                                                                                       |

|  | Kosmoceratops richardsoni |
|  |                           |
|  | Vagaceratops irvinensis   |
|  |                           |

|  | Spiclypeus shipporum                                                                  |
|  |                                                                                       |
|  | \| \| Kosmoceratops richardsoni \| \| \| \| \| \| Vagaceratops irvinensis \| \| \| \| |
|  |                                                                                       |
|  | Kosmoceratops richardsoni                                                             |
|  |                                                                                       |
|  | Vagaceratops irvinensis                                                               |
|  |                                                                                       |

|  | Kosmoceratops richardsoni |
|  |                           |
|  | Vagaceratops irvinensis   |
|  |                           |

|  | Spiclypeus shipporum                                                                  |
|  |                                                                                       |
|  | \| \| Kosmoceratops richardsoni \| \| \| \| \| \| Vagaceratops irvinensis \| \| \| \| |
|  |                                                                                       |
|  | Kosmoceratops richardsoni                                                             |
|  |                                                                                       |
|  | Vagaceratops irvinensis                                                               |
|  |                                                                                       |

|  | Kosmoceratops richardsoni |
|  |                           |
|  | Vagaceratops irvinensis   |
|  |                           |

|  | Spiclypeus shipporum                                                                  |
|  |                                                                                       |
|  | \| \| Kosmoceratops richardsoni \| \| \| \| \| \| Vagaceratops irvinensis \| \| \| \| |
|  |                                                                                       |
|  | Kosmoceratops richardsoni                                                             |
|  |                                                                                       |
|  | Vagaceratops irvinensis                                                               |
|  |                                                                                       |

|  | Kosmoceratops richardsoni |
|  |                           |
|  | Vagaceratops irvinensis   |
|  |                           |

|  | Mojoceratops perifania                                                       |
|  |                                                                              |
|  | \| \| Chasmosaurus belli \| \| \| \| \| \| Chasmosaurus russelli \| \| \| \| |
|  |                                                                              |
|  | Chasmosaurus belli                                                           |
|  |                                                                              |
|  | Chasmosaurus russelli                                                        |
|  |                                                                              |

|  | Chasmosaurus belli    |
|  |                       |
|  | Chasmosaurus russelli |
|  |                       |

|  | Mojoceratops perifania                                                       |
|  |                                                                              |
|  | \| \| Chasmosaurus belli \| \| \| \| \| \| Chasmosaurus russelli \| \| \| \| |
|  |                                                                              |
|  | Chasmosaurus belli                                                           |
|  |                                                                              |
|  | Chasmosaurus russelli                                                        |
|  |                                                                              |

|  | Chasmosaurus belli    |
|  |                       |
|  | Chasmosaurus russelli |
|  |                       |

|  | Spiclypeus shipporum                                                                  |
|  |                                                                                       |
|  | \| \| Kosmoceratops richardsoni \| \| \| \| \| \| Vagaceratops irvinensis \| \| \| \| |
|  |                                                                                       |
|  | Kosmoceratops richardsoni                                                             |
|  |                                                                                       |
|  | Vagaceratops irvinensis                                                               |
|  |                                                                                       |

|  | Kosmoceratops richardsoni |
|  |                           |
|  | Vagaceratops irvinensis   |
|  |                           |

|  | Spiclypeus shipporum                                                                  |
|  |                                                                                       |
|  | \| \| Kosmoceratops richardsoni \| \| \| \| \| \| Vagaceratops irvinensis \| \| \| \| |
|  |                                                                                       |
|  | Kosmoceratops richardsoni                                                             |
|  |                                                                                       |
|  | Vagaceratops irvinensis                                                               |
|  |                                                                                       |

|  | Kosmoceratops richardsoni |
|  |                           |
|  | Vagaceratops irvinensis   |
|  |                           |

|  | Spiclypeus shipporum                                                                  |
|  |                                                                                       |
|  | \| \| Kosmoceratops richardsoni \| \| \| \| \| \| Vagaceratops irvinensis \| \| \| \| |
|  |                                                                                       |
|  | Kosmoceratops richardsoni                                                             |
|  |                                                                                       |
|  | Vagaceratops irvinensis                                                               |
|  |                                                                                       |

|  | Kosmoceratops richardsoni |
|  |                           |
|  | Vagaceratops irvinensis   |
|  |                           |

|  | Spiclypeus shipporum                                                                  |
|  |                                                                                       |
|  | \| \| Kosmoceratops richardsoni \| \| \| \| \| \| Vagaceratops irvinensis \| \| \| \| |
|  |                                                                                       |
|  | Kosmoceratops richardsoni                                                             |
|  |                                                                                       |
|  | Vagaceratops irvinensis                                                               |
|  |                                                                                       |

|  | Kosmoceratops richardsoni |
|  |                           |
|  | Vagaceratops irvinensis   |
|  |                           |

|  | Mojoceratops perifania                                                       |
|  |                                                                              |
|  | \| \| Chasmosaurus belli \| \| \| \| \| \| Chasmosaurus russelli \| \| \| \| |
|  |                                                                              |
|  | Chasmosaurus belli                                                           |
|  |                                                                              |
|  | Chasmosaurus russelli                                                        |
|  |                                                                              |

|  | Chasmosaurus belli    |
|  |                       |
|  | Chasmosaurus russelli |
|  |                       |

|  | Mojoceratops perifania                                                       |
|  |                                                                              |
|  | \| \| Chasmosaurus belli \| \| \| \| \| \| Chasmosaurus russelli \| \| \| \| |
|  |                                                                              |
|  | Chasmosaurus belli                                                           |
|  |                                                                              |
|  | Chasmosaurus russelli                                                        |
|  |                                                                              |

|  | Chasmosaurus belli    |
|  |                       |
|  | Chasmosaurus russelli |
|  |                       |

|  | Anchiceratops ornatus                                                        |
|  |                                                                              |
|  | Regaliceratops peterhewsi                                                    |
|  |                                                                              |
|  | \| \| Arrhinoceratops brachyops \| \| \| \| \| \| Triceratopsini \| \| \| \| |
|  |                                                                              |
|  | Arrhinoceratops brachyops                                                    |
|  |                                                                              |
|  | Triceratopsini                                                               |
|  |                                                                              |

|  | Arrhinoceratops brachyops |
|  |                           |
|  | Triceratopsini            |
|  |                           |

|  | Spiclypeus shipporum                                                                  |
|  |                                                                                       |
|  | \| \| Kosmoceratops richardsoni \| \| \| \| \| \| Vagaceratops irvinensis \| \| \| \| |
|  |                                                                                       |
|  | Kosmoceratops richardsoni                                                             |
|  |                                                                                       |
|  | Vagaceratops irvinensis                                                               |
|  |                                                                                       |

|  | Kosmoceratops richardsoni |
|  |                           |
|  | Vagaceratops irvinensis   |
|  |                           |

|  | Spiclypeus shipporum                                                                  |
|  |                                                                                       |
|  | \| \| Kosmoceratops richardsoni \| \| \| \| \| \| Vagaceratops irvinensis \| \| \| \| |
|  |                                                                                       |
|  | Kosmoceratops richardsoni                                                             |
|  |                                                                                       |
|  | Vagaceratops irvinensis                                                               |
|  |                                                                                       |

|  | Kosmoceratops richardsoni |
|  |                           |
|  | Vagaceratops irvinensis   |
|  |                           |

|  | Spiclypeus shipporum                                                                  |
|  |                                                                                       |
|  | \| \| Kosmoceratops richardsoni \| \| \| \| \| \| Vagaceratops irvinensis \| \| \| \| |
|  |                                                                                       |
|  | Kosmoceratops richardsoni                                                             |
|  |                                                                                       |
|  | Vagaceratops irvinensis                                                               |
|  |                                                                                       |

|  | Kosmoceratops richardsoni |
|  |                           |
|  | Vagaceratops irvinensis   |
|  |                           |

|  | Spiclypeus shipporum                                                                  |
|  |                                                                                       |
|  | \| \| Kosmoceratops richardsoni \| \| \| \| \| \| Vagaceratops irvinensis \| \| \| \| |
|  |                                                                                       |
|  | Kosmoceratops richardsoni                                                             |
|  |                                                                                       |
|  | Vagaceratops irvinensis                                                               |
|  |                                                                                       |

|  | Kosmoceratops richardsoni |
|  |                           |
|  | Vagaceratops irvinensis   |
|  |                           |

|  | Mojoceratops perifania                                                       |
|  |                                                                              |
|  | \| \| Chasmosaurus belli \| \| \| \| \| \| Chasmosaurus russelli \| \| \| \| |
|  |                                                                              |
|  | Chasmosaurus belli                                                           |
|  |                                                                              |
|  | Chasmosaurus russelli                                                        |
|  |                                                                              |

|  | Chasmosaurus belli    |
|  |                       |
|  | Chasmosaurus russelli |
|  |                       |

|  | Mojoceratops perifania                                                       |
|  |                                                                              |
|  | \| \| Chasmosaurus belli \| \| \| \| \| \| Chasmosaurus russelli \| \| \| \| |
|  |                                                                              |
|  | Chasmosaurus belli                                                           |
|  |                                                                              |
|  | Chasmosaurus russelli                                                        |
|  |                                                                              |

|  | Chasmosaurus belli    |
|  |                       |
|  | Chasmosaurus russelli |
|  |                       |

|  | Spiclypeus shipporum                                                                  |
|  |                                                                                       |
|  | \| \| Kosmoceratops richardsoni \| \| \| \| \| \| Vagaceratops irvinensis \| \| \| \| |
|  |                                                                                       |
|  | Kosmoceratops richardsoni                                                             |
|  |                                                                                       |
|  | Vagaceratops irvinensis                                                               |
|  |                                                                                       |

|  | Kosmoceratops richardsoni |
|  |                           |
|  | Vagaceratops irvinensis   |
|  |                           |

|  | Spiclypeus shipporum                                                                  |
|  |                                                                                       |
|  | \| \| Kosmoceratops richardsoni \| \| \| \| \| \| Vagaceratops irvinensis \| \| \| \| |
|  |                                                                                       |
|  | Kosmoceratops richardsoni                                                             |
|  |                                                                                       |
|  | Vagaceratops irvinensis                                                               |
|  |                                                                                       |

|  | Kosmoceratops richardsoni |
|  |                           |
|  | Vagaceratops irvinensis   |
|  |                           |

|  | Spiclypeus shipporum                                                                  |
|  |                                                                                       |
|  | \| \| Kosmoceratops richardsoni \| \| \| \| \| \| Vagaceratops irvinensis \| \| \| \| |
|  |                                                                                       |
|  | Kosmoceratops richardsoni                                                             |
|  |                                                                                       |
|  | Vagaceratops irvinensis                                                               |
|  |                                                                                       |

|  | Kosmoceratops richardsoni |
|  |                           |
|  | Vagaceratops irvinensis   |
|  |                           |

|  | Spiclypeus shipporum                                                                  |
|  |                                                                                       |
|  | \| \| Kosmoceratops richardsoni \| \| \| \| \| \| Vagaceratops irvinensis \| \| \| \| |
|  |                                                                                       |
|  | Kosmoceratops richardsoni                                                             |
|  |                                                                                       |
|  | Vagaceratops irvinensis                                                               |
|  |                                                                                       |

|  | Kosmoceratops richardsoni |
|  |                           |
|  | Vagaceratops irvinensis   |
|  |                           |

|  | Mojoceratops perifania                                                       |
|  |                                                                              |
|  | \| \| Chasmosaurus belli \| \| \| \| \| \| Chasmosaurus russelli \| \| \| \| |
|  |                                                                              |
|  | Chasmosaurus belli                                                           |
|  |                                                                              |
|  | Chasmosaurus russelli                                                        |
|  |                                                                              |

|  | Chasmosaurus belli    |
|  |                       |
|  | Chasmosaurus russelli |
|  |                       |

|  | Mojoceratops perifania                                                       |
|  |                                                                              |
|  | \| \| Chasmosaurus belli \| \| \| \| \| \| Chasmosaurus russelli \| \| \| \| |
|  |                                                                              |
|  | Chasmosaurus belli                                                           |
|  |                                                                              |
|  | Chasmosaurus russelli                                                        |
|  |                                                                              |

|  | Chasmosaurus belli    |
|  |                       |
|  | Chasmosaurus russelli |
|  |                       |

|  | Spiclypeus shipporum                                                                  |
|  |                                                                                       |
|  | \| \| Kosmoceratops richardsoni \| \| \| \| \| \| Vagaceratops irvinensis \| \| \| \| |
|  |                                                                                       |
|  | Kosmoceratops richardsoni                                                             |
|  |                                                                                       |
|  | Vagaceratops irvinensis                                                               |
|  |                                                                                       |

|  | Kosmoceratops richardsoni |
|  |                           |
|  | Vagaceratops irvinensis   |
|  |                           |

|  | Spiclypeus shipporum                                                                  |
|  |                                                                                       |
|  | \| \| Kosmoceratops richardsoni \| \| \| \| \| \| Vagaceratops irvinensis \| \| \| \| |
|  |                                                                                       |
|  | Kosmoceratops richardsoni                                                             |
|  |                                                                                       |
|  | Vagaceratops irvinensis                                                               |
|  |                                                                                       |

|  | Kosmoceratops richardsoni |
|  |                           |
|  | Vagaceratops irvinensis   |
|  |                           |

|  | Spiclypeus shipporum                                                                  |
|  |                                                                                       |
|  | \| \| Kosmoceratops richardsoni \| \| \| \| \| \| Vagaceratops irvinensis \| \| \| \| |
|  |                                                                                       |
|  | Kosmoceratops richardsoni                                                             |
|  |                                                                                       |
|  | Vagaceratops irvinensis                                                               |
|  |                                                                                       |

|  | Kosmoceratops richardsoni |
|  |                           |
|  | Vagaceratops irvinensis   |
|  |                           |

|  | Spiclypeus shipporum                                                                  |
|  |                                                                                       |
|  | \| \| Kosmoceratops richardsoni \| \| \| \| \| \| Vagaceratops irvinensis \| \| \| \| |
|  |                                                                                       |
|  | Kosmoceratops richardsoni                                                             |
|  |                                                                                       |
|  | Vagaceratops irvinensis                                                               |
|  |                                                                                       |

|  | Kosmoceratops richardsoni |
|  |                           |
|  | Vagaceratops irvinensis   |
|  |                           |

|  | Mojoceratops perifania                                                       |
|  |                                                                              |
|  | \| \| Chasmosaurus belli \| \| \| \| \| \| Chasmosaurus russelli \| \| \| \| |
|  |                                                                              |
|  | Chasmosaurus belli                                                           |
|  |                                                                              |
|  | Chasmosaurus russelli                                                        |
|  |                                                                              |

|  | Chasmosaurus belli    |
|  |                       |
|  | Chasmosaurus russelli |
|  |                       |

|  | Mojoceratops perifania                                                       |
|  |                                                                              |
|  | \| \| Chasmosaurus belli \| \| \| \| \| \| Chasmosaurus russelli \| \| \| \| |
|  |                                                                              |
|  | Chasmosaurus belli                                                           |
|  |                                                                              |
|  | Chasmosaurus russelli                                                        |
|  |                                                                              |

|  | Chasmosaurus belli    |
|  |                       |
|  | Chasmosaurus russelli |
|  |                       |

|  | Spiclypeus shipporum                                                                  |
|  |                                                                                       |
|  | \| \| Kosmoceratops richardsoni \| \| \| \| \| \| Vagaceratops irvinensis \| \| \| \| |
|  |                                                                                       |
|  | Kosmoceratops richardsoni                                                             |
|  |                                                                                       |
|  | Vagaceratops irvinensis                                                               |
|  |                                                                                       |

|  | Kosmoceratops richardsoni |
|  |                           |
|  | Vagaceratops irvinensis   |
|  |                           |

|  | Spiclypeus shipporum                                                                  |
|  |                                                                                       |
|  | \| \| Kosmoceratops richardsoni \| \| \| \| \| \| Vagaceratops irvinensis \| \| \| \| |
|  |                                                                                       |
|  | Kosmoceratops richardsoni                                                             |
|  |                                                                                       |
|  | Vagaceratops irvinensis                                                               |
|  |                                                                                       |

|  | Kosmoceratops richardsoni |
|  |                           |
|  | Vagaceratops irvinensis   |
|  |                           |

|  | Spiclypeus shipporum                                                                  |
|  |                                                                                       |
|  | \| \| Kosmoceratops richardsoni \| \| \| \| \| \| Vagaceratops irvinensis \| \| \| \| |
|  |                                                                                       |
|  | Kosmoceratops richardsoni                                                             |
|  |                                                                                       |
|  | Vagaceratops irvinensis                                                               |
|  |                                                                                       |

|  | Kosmoceratops richardsoni |
|  |                           |
|  | Vagaceratops irvinensis   |
|  |                           |

|  | Spiclypeus shipporum                                                                  |
|  |                                                                                       |
|  | \| \| Kosmoceratops richardsoni \| \| \| \| \| \| Vagaceratops irvinensis \| \| \| \| |
|  |                                                                                       |
|  | Kosmoceratops richardsoni                                                             |
|  |                                                                                       |
|  | Vagaceratops irvinensis                                                               |
|  |                                                                                       |

|  | Kosmoceratops richardsoni |
|  |                           |
|  | Vagaceratops irvinensis   |
|  |                           |

|  | Mojoceratops perifania                                                       |
|  |                                                                              |
|  | \| \| Chasmosaurus belli \| \| \| \| \| \| Chasmosaurus russelli \| \| \| \| |
|  |                                                                              |
|  | Chasmosaurus belli                                                           |
|  |                                                                              |
|  | Chasmosaurus russelli                                                        |
|  |                                                                              |

|  | Chasmosaurus belli    |
|  |                       |
|  | Chasmosaurus russelli |
|  |                       |

|  | Mojoceratops perifania                                                       |
|  |                                                                              |
|  | \| \| Chasmosaurus belli \| \| \| \| \| \| Chasmosaurus russelli \| \| \| \| |
|  |                                                                              |
|  | Chasmosaurus belli                                                           |
|  |                                                                              |
|  | Chasmosaurus russelli                                                        |
|  |                                                                              |

|  | Chasmosaurus belli    |
|  |                       |
|  | Chasmosaurus russelli |
|  |                       |

|  | Anchiceratops ornatus                                                        |
|  |                                                                              |
|  | Regaliceratops peterhewsi                                                    |
|  |                                                                              |
|  | \| \| Arrhinoceratops brachyops \| \| \| \| \| \| Triceratopsini \| \| \| \| |
|  |                                                                              |
|  | Arrhinoceratops brachyops                                                    |
|  |                                                                              |
|  | Triceratopsini                                                               |
|  |                                                                              |

|  | Arrhinoceratops brachyops |
|  |                           |
|  | Triceratopsini            |
|  |                           |

|  | Spiclypeus shipporum                                                                  |
|  |                                                                                       |
|  | \| \| Kosmoceratops richardsoni \| \| \| \| \| \| Vagaceratops irvinensis \| \| \| \| |
|  |                                                                                       |
|  | Kosmoceratops richardsoni                                                             |
|  |                                                                                       |
|  | Vagaceratops irvinensis                                                               |
|  |                                                                                       |

|  | Kosmoceratops richardsoni |
|  |                           |
|  | Vagaceratops irvinensis   |
|  |                           |

|  | Spiclypeus shipporum                                                                  |
|  |                                                                                       |
|  | \| \| Kosmoceratops richardsoni \| \| \| \| \| \| Vagaceratops irvinensis \| \| \| \| |
|  |                                                                                       |
|  | Kosmoceratops richardsoni                                                             |
|  |                                                                                       |
|  | Vagaceratops irvinensis                                                               |
|  |                                                                                       |

|  | Kosmoceratops richardsoni |
|  |                           |
|  | Vagaceratops irvinensis   |
|  |                           |

|  | Spiclypeus shipporum                                                                  |
|  |                                                                                       |
|  | \| \| Kosmoceratops richardsoni \| \| \| \| \| \| Vagaceratops irvinensis \| \| \| \| |
|  |                                                                                       |
|  | Kosmoceratops richardsoni                                                             |
|  |                                                                                       |
|  | Vagaceratops irvinensis                                                               |
|  |                                                                                       |

|  | Kosmoceratops richardsoni |
|  |                           |
|  | Vagaceratops irvinensis   |
|  |                           |

|  | Spiclypeus shipporum                                                                  |
|  |                                                                                       |
|  | \| \| Kosmoceratops richardsoni \| \| \| \| \| \| Vagaceratops irvinensis \| \| \| \| |
|  |                                                                                       |
|  | Kosmoceratops richardsoni                                                             |
|  |                                                                                       |
|  | Vagaceratops irvinensis                                                               |
|  |                                                                                       |

|  | Kosmoceratops richardsoni |
|  |                           |
|  | Vagaceratops irvinensis   |
|  |                           |

|  | Mojoceratops perifania                                                       |
|  |                                                                              |
|  | \| \| Chasmosaurus belli \| \| \| \| \| \| Chasmosaurus russelli \| \| \| \| |
|  |                                                                              |
|  | Chasmosaurus belli                                                           |
|  |                                                                              |
|  | Chasmosaurus russelli                                                        |
|  |                                                                              |

|  | Chasmosaurus belli    |
|  |                       |
|  | Chasmosaurus russelli |
|  |                       |

|  | Mojoceratops perifania                                                       |
|  |                                                                              |
|  | \| \| Chasmosaurus belli \| \| \| \| \| \| Chasmosaurus russelli \| \| \| \| |
|  |                                                                              |
|  | Chasmosaurus belli                                                           |
|  |                                                                              |
|  | Chasmosaurus russelli                                                        |
|  |                                                                              |

|  | Chasmosaurus belli    |
|  |                       |
|  | Chasmosaurus russelli |
|  |                       |

|  | Spiclypeus shipporum                                                                  |
|  |                                                                                       |
|  | \| \| Kosmoceratops richardsoni \| \| \| \| \| \| Vagaceratops irvinensis \| \| \| \| |
|  |                                                                                       |
|  | Kosmoceratops richardsoni                                                             |
|  |                                                                                       |
|  | Vagaceratops irvinensis                                                               |
|  |                                                                                       |

|  | Kosmoceratops richardsoni |
|  |                           |
|  | Vagaceratops irvinensis   |
|  |                           |

|  | Spiclypeus shipporum                                                                  |
|  |                                                                                       |
|  | \| \| Kosmoceratops richardsoni \| \| \| \| \| \| Vagaceratops irvinensis \| \| \| \| |
|  |                                                                                       |
|  | Kosmoceratops richardsoni                                                             |
|  |                                                                                       |
|  | Vagaceratops irvinensis                                                               |
|  |                                                                                       |

|  | Kosmoceratops richardsoni |
|  |                           |
|  | Vagaceratops irvinensis   |
|  |                           |

|  | Spiclypeus shipporum                                                                  |
|  |                                                                                       |
|  | \| \| Kosmoceratops richardsoni \| \| \| \| \| \| Vagaceratops irvinensis \| \| \| \| |
|  |                                                                                       |
|  | Kosmoceratops richardsoni                                                             |
|  |                                                                                       |
|  | Vagaceratops irvinensis                                                               |
|  |                                                                                       |

|  | Kosmoceratops richardsoni |
|  |                           |
|  | Vagaceratops irvinensis   |
|  |                           |

|  | Spiclypeus shipporum                                                                  |
|  |                                                                                       |
|  | \| \| Kosmoceratops richardsoni \| \| \| \| \| \| Vagaceratops irvinensis \| \| \| \| |
|  |                                                                                       |
|  | Kosmoceratops richardsoni                                                             |
|  |                                                                                       |
|  | Vagaceratops irvinensis                                                               |
|  |                                                                                       |

|  | Kosmoceratops richardsoni |
|  |                           |
|  | Vagaceratops irvinensis   |
|  |                           |

|  | Mojoceratops perifania                                                       |
|  |                                                                              |
|  | \| \| Chasmosaurus belli \| \| \| \| \| \| Chasmosaurus russelli \| \| \| \| |
|  |                                                                              |
|  | Chasmosaurus belli                                                           |
|  |                                                                              |
|  | Chasmosaurus russelli                                                        |
|  |                                                                              |

|  | Chasmosaurus belli    |
|  |                       |
|  | Chasmosaurus russelli |
|  |                       |

|  | Mojoceratops perifania                                                       |
|  |                                                                              |
|  | \| \| Chasmosaurus belli \| \| \| \| \| \| Chasmosaurus russelli \| \| \| \| |
|  |                                                                              |
|  | Chasmosaurus belli                                                           |
|  |                                                                              |
|  | Chasmosaurus russelli                                                        |
|  |                                                                              |

|  | Chasmosaurus belli    |
|  |                       |
|  | Chasmosaurus russelli |
|  |                       |

|  | Spiclypeus shipporum                                                                  |
|  |                                                                                       |
|  | \| \| Kosmoceratops richardsoni \| \| \| \| \| \| Vagaceratops irvinensis \| \| \| \| |
|  |                                                                                       |
|  | Kosmoceratops richardsoni                                                             |
|  |                                                                                       |
|  | Vagaceratops irvinensis                                                               |
|  |                                                                                       |

|  | Kosmoceratops richardsoni |
|  |                           |
|  | Vagaceratops irvinensis   |
|  |                           |

|  | Spiclypeus shipporum                                                                  |
|  |                                                                                       |
|  | \| \| Kosmoceratops richardsoni \| \| \| \| \| \| Vagaceratops irvinensis \| \| \| \| |
|  |                                                                                       |
|  | Kosmoceratops richardsoni                                                             |
|  |                                                                                       |
|  | Vagaceratops irvinensis                                                               |
|  |                                                                                       |

|  | Kosmoceratops richardsoni |
|  |                           |
|  | Vagaceratops irvinensis   |
|  |                           |

|  | Spiclypeus shipporum                                                                  |
|  |                                                                                       |
|  | \| \| Kosmoceratops richardsoni \| \| \| \| \| \| Vagaceratops irvinensis \| \| \| \| |
|  |                                                                                       |
|  | Kosmoceratops richardsoni                                                             |
|  |                                                                                       |
|  | Vagaceratops irvinensis                                                               |
|  |                                                                                       |

|  | Kosmoceratops richardsoni |
|  |                           |
|  | Vagaceratops irvinensis   |
|  |                           |

|  | Spiclypeus shipporum                                                                  |
|  |                                                                                       |
|  | \| \| Kosmoceratops richardsoni \| \| \| \| \| \| Vagaceratops irvinensis \| \| \| \| |
|  |                                                                                       |
|  | Kosmoceratops richardsoni                                                             |
|  |                                                                                       |
|  | Vagaceratops irvinensis                                                               |
|  |                                                                                       |

|  | Kosmoceratops richardsoni |
|  |                           |
|  | Vagaceratops irvinensis   |
|  |                           |

|  | Mojoceratops perifania                                                       |
|  |                                                                              |
|  | \| \| Chasmosaurus belli \| \| \| \| \| \| Chasmosaurus russelli \| \| \| \| |
|  |                                                                              |
|  | Chasmosaurus belli                                                           |
|  |                                                                              |
|  | Chasmosaurus russelli                                                        |
|  |                                                                              |

|  | Chasmosaurus belli    |
|  |                       |
|  | Chasmosaurus russelli |
|  |                       |

|  | Mojoceratops perifania                                                       |
|  |                                                                              |
|  | \| \| Chasmosaurus belli \| \| \| \| \| \| Chasmosaurus russelli \| \| \| \| |
|  |                                                                              |
|  | Chasmosaurus belli                                                           |
|  |                                                                              |
|  | Chasmosaurus russelli                                                        |
|  |                                                                              |

|  | Chasmosaurus belli    |
|  |                       |
|  | Chasmosaurus russelli |
|  |                       |

|  | Spiclypeus shipporum                                                                  |
|  |                                                                                       |
|  | \| \| Kosmoceratops richardsoni \| \| \| \| \| \| Vagaceratops irvinensis \| \| \| \| |
|  |                                                                                       |
|  | Kosmoceratops richardsoni                                                             |
|  |                                                                                       |
|  | Vagaceratops irvinensis                                                               |
|  |                                                                                       |

|  | Kosmoceratops richardsoni |
|  |                           |
|  | Vagaceratops irvinensis   |
|  |                           |

|  | Spiclypeus shipporum                                                                  |
|  |                                                                                       |
|  | \| \| Kosmoceratops richardsoni \| \| \| \| \| \| Vagaceratops irvinensis \| \| \| \| |
|  |                                                                                       |
|  | Kosmoceratops richardsoni                                                             |
|  |                                                                                       |
|  | Vagaceratops irvinensis                                                               |
|  |                                                                                       |

|  | Kosmoceratops richardsoni |
|  |                           |
|  | Vagaceratops irvinensis   |
|  |                           |

|  | Spiclypeus shipporum                                                                  |
|  |                                                                                       |
|  | \| \| Kosmoceratops richardsoni \| \| \| \| \| \| Vagaceratops irvinensis \| \| \| \| |
|  |                                                                                       |
|  | Kosmoceratops richardsoni                                                             |
|  |                                                                                       |
|  | Vagaceratops irvinensis                                                               |
|  |                                                                                       |

|  | Kosmoceratops richardsoni |
|  |                           |
|  | Vagaceratops irvinensis   |
|  |                           |

|  | Spiclypeus shipporum                                                                  |
|  |                                                                                       |
|  | \| \| Kosmoceratops richardsoni \| \| \| \| \| \| Vagaceratops irvinensis \| \| \| \| |
|  |                                                                                       |
|  | Kosmoceratops richardsoni                                                             |
|  |                                                                                       |
|  | Vagaceratops irvinensis                                                               |
|  |                                                                                       |

|  | Kosmoceratops richardsoni |
|  |                           |
|  | Vagaceratops irvinensis   |
|  |                           |

|  | Mojoceratops perifania                                                       |
|  |                                                                              |
|  | \| \| Chasmosaurus belli \| \| \| \| \| \| Chasmosaurus russelli \| \| \| \| |
|  |                                                                              |
|  | Chasmosaurus belli                                                           |
|  |                                                                              |
|  | Chasmosaurus russelli                                                        |
|  |                                                                              |

|  | Chasmosaurus belli    |
|  |                       |
|  | Chasmosaurus russelli |
|  |                       |

|  | Mojoceratops perifania                                                       |
|  |                                                                              |
|  | \| \| Chasmosaurus belli \| \| \| \| \| \| Chasmosaurus russelli \| \| \| \| |
|  |                                                                              |
|  | Chasmosaurus belli                                                           |
|  |                                                                              |
|  | Chasmosaurus russelli                                                        |
|  |                                                                              |

|  | Chasmosaurus belli    |
|  |                       |
|  | Chasmosaurus russelli |
|  |                       |

|  | Anchiceratops ornatus                                                        |
|  |                                                                              |
|  | Regaliceratops peterhewsi                                                    |
|  |                                                                              |
|  | \| \| Arrhinoceratops brachyops \| \| \| \| \| \| Triceratopsini \| \| \| \| |
|  |                                                                              |
|  | Arrhinoceratops brachyops                                                    |
|  |                                                                              |
|  | Triceratopsini                                                               |
|  |                                                                              |

|  | Arrhinoceratops brachyops |
|  |                           |
|  | Triceratopsini            |
|  |                           |

## Storia della scoperta

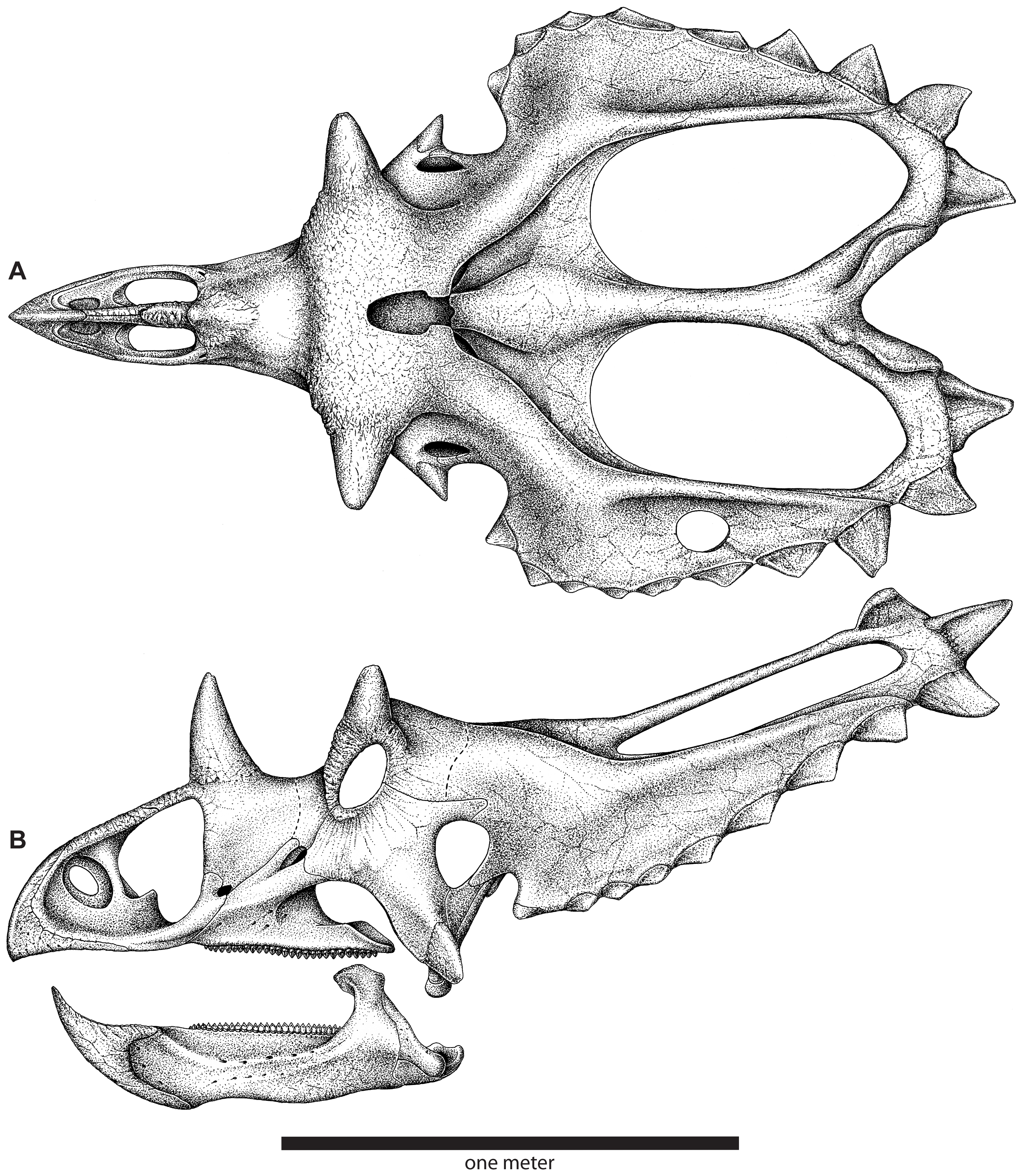
Cranio di U. gettyi, in vista laterale e dorsale

L'olotipo, UMNH VP 16784 , è stato scoperto nel 2000 presso il Grand Staircase-Escalante National Monument in uno strato della Formazione Kaiparowits risalente alla fine del Campaniano. L'olotipo è costituito da un cranio quasi completo. Diversi altri esemplari sono stati attribuiti alla specie: UMNH VP 12198, uno scheletro con un cranio frammentario lungo circa 2,3 metri; UMNH VP 12225, un cranio frammentario di un individuo subadulto; UMNH VP 16404, un corno sopraoculare, e UMNH VP 13913, un corno sopraoculare di un individuo giovane. Inoltre, sono state assegnate alcune ossa sciolte che sono state trovate insieme in uno strato osseo e appartengono ad almeno due individui, tra cui una punta del muso (UMNH VP 16675), una premascella (UMNH VP 16672), un pezzo di osso nasale (UMNH VP 16676), uno zigomo (UMNH VP 16673), uno squamosale (UNMH VP 16674) ed un osso parietale (UMNH VP 16671).
Il nome generico Utahceratops, significa "faccia cornuta dallo Utah", e deriva dallo stato dello Utah e dalle parole greche keras/κέρας che significa "corno", e ops/ὤψ che significa "faccia". Il nome specifico, gettyi, invece, deriva dal nome di Mike Getty, che ha scoperto l'olotipo e ha svolto un ruolo chiave nel recupero dei fossili dal Grand Staircase-Escalante National Monument (GSENM). Il genere venne nominato da Scott D. Sampson, Mark A. Loewen, Andrew A. Farke, Eric M. Roberts, Catherine A. Forster , Joshua A. Smith e Alan L. Titus, nel 2010.

## Paleoecologia

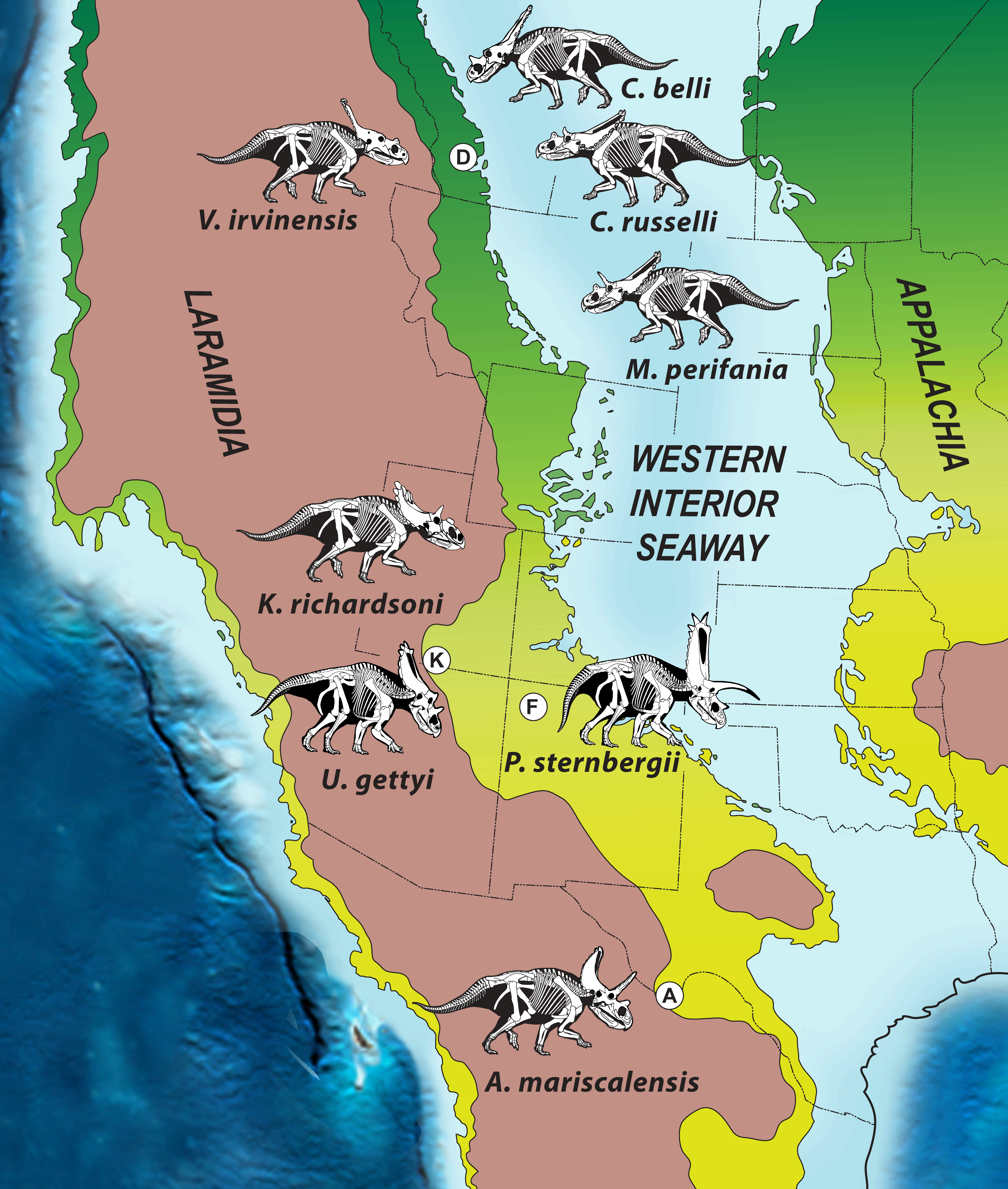
Nord America circa 75 milioni di anni fa, con la distribuzione di Utahceratops (K)

### Habitat
L'unico esemplare noto di Utahceratops è stato recuperato nella Formazione Kaiparowits, nello Utah. La datazione radiometrica Argon-Argon indica che la Formazione Kaiparowits risalga a circa 76,6-74,5 milioni di anni fa, durante il Campaniano del Cretaceo superiore. Durante il Cretaceo superiore, il sito della Formazione Kaiparowits era situato vicino alla sponda occidentale del Mare Interno Occidentale, un grande mare interno che divideva il Nord America in due terre emerse, Laramidia ad ovest e Appalachia ad est. L'altopiano in cui vivevano i dinosauri era un'antica pianura alluvionale dominata da grandi canali e abbondanti paludi di torba, stagni e laghi, ed era delimitata da altopiani. Il clima era umido e sosteneva una vasta e diversificata gamma di organismi. Questa formazione contiene uno dei migliori e più continui documenti fossili sulla vita terrestre del Cretaceo superiore al mondo.

### Paleofauna
Utahceratops gettyi condivideva il suo paleoambiente con altri dinosauri, come teropodi dromaeosauridi, il troodontide Talos, il tirannosauride Teratophoneus, ankylosauri, gli hadrosauridi Parasaurolophus e Gryposaurus, i ceratopsidi Nasutoceratops e Kosmoceratops, e l'oviraptorosauro Hagryphus. Alcune prove fossili suggeriscono la presenza del tirannosauride Albertosaurus e dell'ornithomimide Ornithomimus, ma l'attuale valutazione del materiale non è conclusiva. La paleofauna presente nella Formazione Kaiparowits includeva anche condritti (squali e razze), rane, salamandre, tartarughe, lucertole e coccodrilli. Era anche presente una gran varietà di mammiferi primitivi tra cui multitubercolati, marsupiali ed insettivori.